# Konak (vivienda)

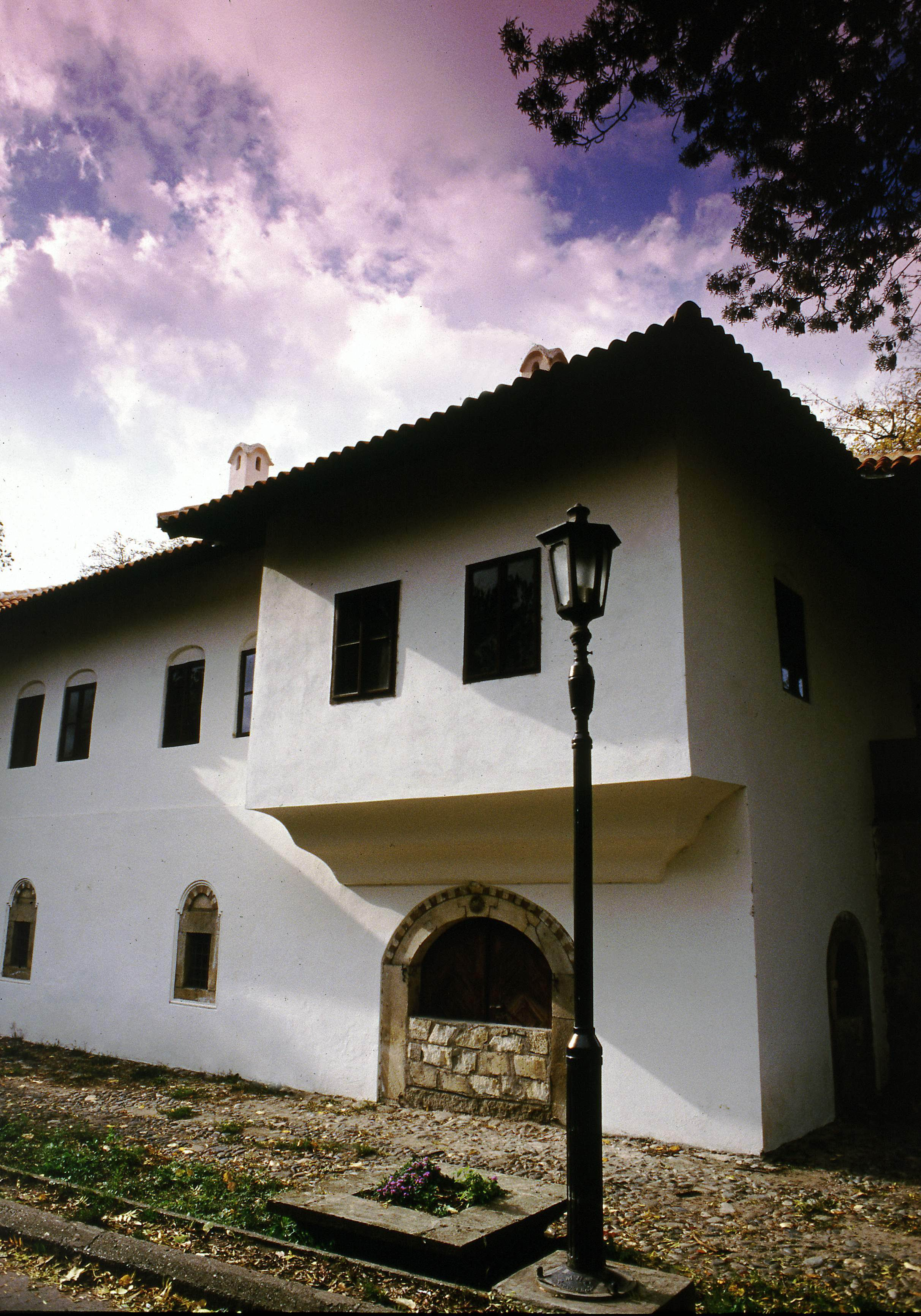
El konak Amidža en Kragujevac.

La palabra konak es un término de origen turco que significa, en Turquía y en los territorios anteriormente dominados por los otomanos, un «palacio», una «residencia», una «mansión» o, en general, un «lugar donde pasar la noche». Construidos por personas adineradas o miembros de la aristocracia, los konaks también podían servir como residencias administrativas.

## En Turquía
Konak es la unidad unifamiliar propia de la burguesía otomana. En la cultura otomana se trata de una construcción más grande para agrandar un edificio y que consista en una estructura integrada. Da la sensación de palacio pero con un enfoque más simple.
En su origen se inspira en el Pabellón Çinili, pues al igual que ese, trata de articular las estancias a través de un espacio central sin función definida. Ese espacio, a su vez es una clara reminiscencia del atrio de las domus romanas, aunque claramente ya no conserva su valor simbólico.[cita requerida]
Al igual que las domus romanas, el konak resalta las virtudes de su situación geopolítica, y por tanto al igual que el resto de la ciudad islámica, trata de adaptarse tanto a las peculiaridades topográficas, como a los postulados del Corán. De allí su irregularidad formal, que amolda los habitáculos articulados por el espacio central ya mencionado.
Entre esos espacios cabe mencionar los numerosos salones e Iwanes, que sirven de estancia intermedias hacia lo privado.[cita requerida]
En el Imperio otomano los gobernadores llevaron a cabo sus asuntos administrativos en las mansiones llamadas «mansión del gobernador» o «mansión del gobierno».

## En Serbia

### Residencias

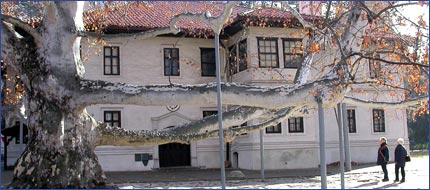
El Konak del príncipe Miloš en Belgrado.

Los konaks de Serbia datan principalmente del siglo XVIII y principios del siglo XIX, es decir, el final de la presencia otomana y la autonomía del Principado de Serbia. En general, los edificios de este período incluyen una bodega y otros dos niveles. Las paredes están perforadas por numerosas ventanas dispuestas simétricamente. La fachada principal está adornada con uno o dos miradores, un falso arco acristalado con vistas a la calle y la ampliación del espacio interior, mientras que la fachada del patio está adornada con un balcón. El patio, ubicado en la parte posterior del konak, está cercado por altos muros.
El konak del Pasha de Vranje, construido en 1765, está compuesto por dos edificios: el haremlik, una parte íntima de la casa donde viven las mujeres, y el salamlik, reservado para hombres; actualmente alberga el Museo Nacional de Vranje. El Vladičin Konak, el Konak del Obispo, en Kraljevo, fue construido por el obispo Janičje para recibir a los miembros de la dinastía serbia Obrenović.

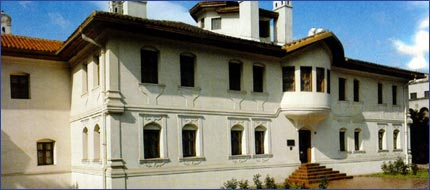
konak de la princesa Ljubica.

El príncipe Miloš Obrenović, el primer soberano de la Serbia independiente con respecto a la Sublime Puerta, tenía varios konaks construidos para él y su familia, así como para sus parientes. En Kragujevac, la ciudad que fue la primera capital del Principado de Serbia, construyó un conjunto de tres residencias, de las cuales solo queda una, el konak Amidža (en serbio: Amidžin konak), construido entre 1819 y 1824. En Belgrado, el konak de la princesa Ljubica (Konak Kneginje Ljubice) se construyó entre 1829 y 1831. Este edificio de dos pisos con una ventana acristalada atestigua una evolución en la construcción de konaks, con una creciente influencia de la arquitectura occidental: las ventanas están enmarcadas en piedra y los ángulos del edificio están decorados con columnas ornamentales. El konak del Príncipe Miloš, ubicado en el barrio Topčider de Belgrado, fue construido entre 1831 y 1833 y combina elementos orientales y clasicistas. El príncipe, después de la liberación de Serbia oriental en 1837, construyó un konak en el balneario de Brestovačka Banja; este edificio que tiene una sola planta baja, está decorado con un gran alero y en la actualidad alberga un hotel.